# Joseph Foveaux
Joseph Foveaux (* 1767; † 20. März 1846 in London) war ein britischer Offizier und Verwalter für die Sträflinge der Kolonie New South Wales, Australien.

## Biografie
Über das frühe Leben von Foveaux ist wenig bekannt; er wurde am 6. April 1767 in Ampthill, Bedfordshire in England als sechstes Kind von Joseph Foveaux, einem Bediensteten des Earl of Upper Ossory, und dessen Frau Elizabeth Wheeler geboren. 
Foveaux trat am 10. Mai 1789 als Ensign in das 60th Regiment of Foot ein und kaufte sich am 5. Juni 1789 einen Posten als Lieutenant des New South Wales Corps. Er wurde 1791 Captain und erreichte Sydney im Jahre 1792. Dort wurde er 1796 Major und während der Abwesenheit seines Vorgesetzten Lieutenant-Colonel William Paterson kontrollierte er zwischen dem August 1796 und November 1799 als dienstältester Offizier das Corps. Er erwarb in New South Wales große Ländereien und war bald der größte Landbesitzer und Kapitaleigentümer dieser Kolonie.
Im Jahre 1800 etablierte sich sein Ruf als fähiger und effizienter Verwalter. Ihm wurde der Posten eines Vizegouverneurs auf Norfolk Island angeboten. Er baute auf der Insel Gebäude teilweise mit öffentlicher Hilfe, wofür er ein Lob von Gouverneur King erntete. In dieser Zeit fand die erste Besiedelung von Norfolk Island (1788–1814) von der Strafkolonie Sydney aus statt und die Insel war eine „Zweigstelle der Strafkolonie Sydney“, eine der Sträflingskolonien Australiens auf der Sträflinge, die sich gut geführt hatten, verbracht wurden. Die Sträflinge machten nicht mehr als zehn Prozent der Inselbevölkerung aus. Sie wurden nicht von Sydney aus in die Isolation geschickt, denn die Insel war jedoch kein Ort einer zweiten Bestrafung. Zum harten Straflager wurde Norfolk Island erst nach der zweiten Besiedlung von 1825 bis 1855.
Ein Dokument, das auf das Jahr 1823 datiert ist, enthält Zeichnungen von Gebäuden auf Norfolk Island, die noch nicht in diesen Jahren errichtet sein konnten. Moderne Wissenschaften entlarven es als ein Werk von nach 1850 und dass dieses Dokument keine belegte Bestätigung für das Leben und Arbeiten von Foveaux auf Norfolk Island ist.
Im September 1804 verließ Foveaux Norfolk Island nach England, um seine privaten Angelegenheiten zu regeln und um sich von seiner Asthma-Erkrankung zu erholen. Als er sich erholt hatte, kam er im Juli 1808 zurück nach New South Wales und wurde Vizegouverneur. Dort fand er Gouverneur William Bligh unter Arrest vor. Die Offiziere des New South Wales Corps hatten ihn anlässlich des Ereignisses, das Rum Rebellion bekannt ist, arrestiert. Foveaux entschied sich weder für Bligh noch für die Rebellen. Im Januar 1809 kehrte der amtierende Vizegouverneur, Colonel William Paterson zurück und Foveaux blieb, half ihm und seinem Nachfolger, Generalmajor Lachlan Macquarie.
Maqcuarie war von der Verwaltungstätigkeit von Fovaux beeindruckt und wollte ihn als Nachfolger von David Collins auf dem Posten des Vizegouverneurs von Tasmanien einsetzen, da er ihn dafür geeignet hielt und er auch ein entsprechendes Ansehen in der Öffentlichkeit genoss. Ferner hätte er mit dieser Entscheidung Bligh nicht mehr berücksichtigen müssen. Jedoch kehrte Foveaux 1810 nach England zurück, und diese Überlegungen mussten beiseitegelegt werden. Foveaux wurde Feldinspektoren-Offizier in Irland, 1814 Generalmajor und verfolgte eine wenig ereignisvolle militärische Karriere. Im Jahre 1830 stieg er zum Generalleutnant auf.

## Namen
Surry Hills, das nahe dem Zentrum von Sydney liegt, war ein Gebiet, das Foveaux landwirtschaftlich nutzte. Sein Eigentum war bekannt als Surry Hills Farm und ist benannt nach Surrey Hills in Surrey, England. Die Foveaux Strait, eine Meeresenge in Neuseeland, ist ihm zu Ehren benannt. Sie liegt in den Roaring Forties und zeichnet sich durch raues Wetter aus. Des Weiteren gibt es Foveaux Streets in Sydney und Canberra in Australien.
1814 heiratete er Ann Sherwin, seine Partnerin seit 1793; sie hatten eine Tochter, die 1801 geboren wurde. Er starb in London am 20. März 1846.